# Bævergejl
Bævergejl (kan også staves bævergel) er et sekret fra specielle, parrede og kølleformede sække eller lommer, ricinussække (vildledende kirtelsække) under bæverens skamben (Castor fiber og Castor canadensis), som kan forarbejdes til en pulveragtig lægemiddelmasse samme navn. De er dog ikke kirtler i histologisk forstand, fordi de ikke udskiller bæverens sekret.
Bævergejl anvendes bl.a. som tilsætningsstof i fødevarer som snaps; og endda også i parfume.
I middelalderen blev bævergejl også anvendt som lægemiddel.